# Tatjana Hüfner
Tatjana Hüfner, née le 30 avril 1983 à Neuruppin, est une  lugeuse allemande. Elle s'impose comme l'une des meilleures lugeuses des années 2000 où elle a remporté une médaille olympique (le bronze en 2006), trois titres de championne du monde (deux en individuelle en 2007 et 2008, une en équipe mixte en 2008) et le titre en coupe du monde 2008 et 2009. En 2010, elle devient championne olympique devant Nina Reithmayer et confirme sa domination en s'adjugeant la Coupe du monde en 2010, 2011 et 2012 devenant ainsi la codétentrice du record des titres mondiaux avec Silke Kraushaar-Pielach.
En 2019, Tatjana Hüfner s'est retirée du sport.

## Palmarès

### Jeux olympiques
- Jeux olympiques d'hiver de 2006 à Turin
  -  Médaille de bronze en luge individuelle
- Jeux olympiques d'hiver de 2010 à Vancouver
  -  Médaille d'or en luge individuelle
- Jeux olympiques d'hiver de 2014 à Sotchi
  -  Médaille d'argent en luge individuelle

### Championnats du monde
- Médaille d'or en luge individuelle en 2007, 2008, 2011, 2012 et 2017.
- Médaille d'or en luge par équipe en 2008, 2012 et 2017.
- Médaille d'argent en luge individuelle en 2013.
- Médaille de bronze en luge individuelle en 2015 et 2017.

### Coupe du monde
- 5 gros globe de cristal en individuel : 2008, 2009, 2010, 2011,   et 2012.
- 84 podiums individuels : 
  - en simple : 38 victoires, 33 deuxièmes places et 9 troisièmes places.
  - en sprint : 1 deuxième place et 3 troisièmes places.
- 19 podiums en relais : 15 victoires, 3 deuxièmes places et 1 troisième place.

#### Détails des victoires en Coupe du monde
| Édition   | Piste                                                             |
| 2006      | Königssee                                                         |
| 2007      | Winterberg Calgary                                                |
| 2008      | Calgary Winterberg Königssee Sigulda (2 victoires) Altenberg Igls |
| 2009      | Königssee Sigulda Oberhof Cesana Torinese Igls Calgary            |
| 2010      | Altenberg Königssee Oberhof Calgary Lillehammer                   |
| 2010-2011 | Königssee Igls Oberhof Sigulda Altenberg Park City Calgary        |
| 2011-2012 | Königssee Saint-Moritz Igls                                       |
| 2012-2013 | Sotchi                                                            |
| 2013-2014 | Oberhof                                                           |

### Championnats d'Europe
- médaille d'or du simple en 2016.
- médaille d'or par équipe en 2016.
- médaille d'argent du simple en 2004, 2006, 2012, 2013 et 2019.
- médaille d'argent par équipe en 2012.
- médaille de bronze du simple en 2017.